# Koligativne lastnosti raztopin
Koligativne lastnosti raztopin so tiste lastnosti raztopin, ki so odvisne samo od razmerja števila delcev topljenca in topila in neodvisne od vrste prisotnih delcev.  Članek obravnava samo lastnosti raztopin nehlapnih topljencev v hlapnih tekočih topilih. Izraz koligativen izvira iz latinskega colligatus, ki pomeni vezan ali povezan.
Med koligativne lastnosti spadajo:
- relativno znižanje parnega tlaka
- zvišanje vrelišča
- znižanje tališča
- osmotski tlak

Z merjenjem koligativnih lastnosti razredčenih raztopin neioniziranih topljencev, na primer  sečnine in glukoze v vodi ali drugih topilih, je mogoče določiti njihovo molsko maso. Metoda je uporabna tako za majhne molekule kot za polimere, katerih molske mase se ne da določiti s kakšno drugo metodo. Z merjenjem koligativnih lastnosti ioniziranih topljencev z znano molsko maso je mogoče določiti stopnjo njihove ionizacije. 
Koligativne lastnosti se preučujejo večinoma v razredčenih raztopinah, katere so pogosto obravnava kot idealne raztopine.

## Znižanje parnega tlaka
Parni tlak tekočine je tlak njenih hlapov v ravnotežju s tekočo fazo. Parni tlak topila se z dodajanjem nehlapnega topljenca zmanjša.  
Ravnotežni parni tlak idealne raztopine je podan z Raoultovim zakonom
{\displaystyle p=p_{\rm {A}}^{0}x_{\rm {A}}+p_{\rm {B}}^{0}x_{\rm {B}}+\cdots },
se pravi, da je enak vsoti produktov parnih tlakov čistih komponent {\displaystyle p_{\rm {i}}^{0}} (i = A, B, C…) in njihovih molskih deležev v raztopini (Xi).
Za raztopino s topilom A in nehlapnim topljencem B je 
{\displaystyle p_{\rm {B}}^{0}=0},
zato je 
{\displaystyle p=p_{\rm {A}}^{0}x_{\rm {A}}}.
Razlika parnih tlakov topila in raztopine je
{\displaystyle \Delta p=p_{\rm {A}}^{0}-p=p_{\rm {A}}^{0}-p_{\rm {A}}^{0}x_{\rm {A}}=p_{\rm {A}}^{0}(1-x_{\rm {A}})=p_{\rm {A}}^{0}x_{\rm {B}}},
se pravi, da je premo sorazmerna z molskim deležem topljenca.
Če topljenec disociira, se zmanjšanje parnega tlaka poveča z van 't Hoffovim  faktorjem {\displaystyle i}, ki predstavlja  resnično število delcev topljenca v raztopini. MgCl2 na primer disociira na Mg2+ in 2 Cl-, zato je pri popolni disociaciji njegov 
{\displaystyle i=3}.
Izmerjene koligativne lastnosti pogosto pokažejo, da je zaradi ionske asociacije {\displaystyle i} manjši od izračunanega.

## Vrelišče in tališče
Dodajanje nehlapnega topljenca v topilo zniža parni tlak in kemijski potencial topila, kar ima za posledico zvišanje vrelišča in  znižanje tališča. Zvišanje vrelišča je koligativno za nehlapne topljence, katerih prisotnost v plinski fazi je zanemarljivo majhna. Znižanje tališča je koligativno za večino topljencev.

### Zvišanje vrelišča (ebulioskopija)
Vrelišče tekočine Tv je temperatura, pri kateri je parni tlak tekočine enak tlaku okolice.
Vrelišče čistega topila se z dodajanjem netopnega topljenca zviša, kar se lahko izmeri z ebulioskopijo. Sprememba temperature je enaka
{\displaystyle \Delta T_{\rm {v}}=T_{\rm {v(raztopina)}}-T_{\rm {v(topilo)}}=i\cdot K_{e}\cdot m_{B}}
- i = van 't Hoffov faktor [-]
- Ke = ebulioskopska konstanta topila [K·kg·mol-1]
- mB = molalna koncentracija topljenca [mol/kg topila]

Za idealne raztopine se ebulioskopska konstanta Ke lahko izračuna iz termodinamskih pogojev za ravnotežje tekočina-para. Pri vrelišču sta kemijska potenciala μA topila v raztopini in plinski fazi nad raztopino enaka:
{\displaystyle \mu _{A}(T_{v})=\mu _{A}^{0}(T_{v})+RT\ln x_{A}\ =\mu _{A}^{0}(g,1atm)}.
- μA0 = kemijski potencial čistega topila [J·mol-1].

Iz tega sledi, da je
{\displaystyle K_{e}=RMT_{v}^{2}/\Delta H_{\mathrm {izp} }}
- R = splošna plinska konstanta = 8,314472(15) [J·K-1·mol-1]
- M = molska masa topila
- ΔHizp = izparilna toplota topila [J·mol-1].[4]

### Znižanje tališča
Tališče Tt čistega topila se z dodajanjem nehlapnega topljenca zniža in se lahko izmeri s krioskopijo. Znižanje tališča je enako 
{\displaystyle \Delta T_{\rm {t}}=T_{\rm {t(raztopina)}}-T_{\rm {t(topilo)}}=-i\cdot K_{k}\cdot m_{B}}
- i = van 't Hoffov faktor [-]
- Kk = krioskopska konstanta topila [K•kg•mol-1]
- mB = molalna koncentracija topljenca [mol/kg topila]

Za idealne raztopine se krioskopska konstanta Kk lahko izračuna iz termodinamskih pogojev za ravnotežje tekočina-trdna snov. Pri tališču sta kemijska potenciala μA topila v raztopini in trdni fazi enaka. Iz tega sledi, da je:
{\displaystyle K_{k}=RMT_{t}^{2}/\Delta H_{\mathrm {tal} }}
- R = splošna plinska konstanta = 8,314472(15) [J•K-1•mol-1]
- M = molska masa topila
- ΔHtal = talilna toplota  topila [J•mol-1].[5]

## Osmotski tlak
Osmotski tlak raztopine je enak razliki tlakov med raztopino in čistim tekočim topilom, ki sta v ravnotežju preko polprepustne membrane, ki omogoča prehod molekul topila, prehoda delcev topljenca pa ne. Na začetku procesa je na eni strani membrane čisto topilo, na drugi strani pa raztopina, potem pa začne topilo prodirati skozi membrano v raztopino. Proces se imenuje osmoza in se navidezno ustavi, ko se razlika tlakov izenači z osmotskim tlakom.
Za osmotski tlak razredčene raztopine veljata zakona, ki sta ju odkrila nemški botanik Wilhelm Pfeffer in nizozemski kemik Jacobus Henricus van 't Hoff:
- osmotski tlak razredčene raztopine pri konstantni temperaturi je premo sorazmeren z njeno koncentracijo
- osmotski tlak raztopine je premo sorazmeren z absolutno temperaturo

Zakona sta analogna Boylovemu zakonu in Charlesovem zakonu za idealne pline. Splošni zakon za idealne pline
{\displaystyle pV=nRT}
se za idealne raztopine pretvori v
{\displaystyle \Pi V=nRTi},
pri čemer je 
- Π = osmotski tlak
- V = volumen raztopine
- n = število molov topljenca
- R = splošna plinska konstanta
- T = absulutna temperatura
- i = Van 't Hoffov faktor.

Osmotski tlak Π je torej
{\displaystyle \Pi ={\frac {nRTi}{V}}=cRTi}.
- c = n/V = molarna koncentracija raztopine [mol·L-1]

Ker je osmotski tlak sorazmeren s številom delcev topljenca ci, je koligativna lastnost in je tako kot druge koligativne lastnosti povezan z ravnotežjem kemijskih potencialov.

## Zgodovina
Izraz koligativen (nemško kolligativ) je leta 1891 uvedel nemški kemik Wilhelm Ostwald, ki je lastnosti topljencev razdelil v tri kategorije:
- koligativne lastnosti, ki so odvisne samo od koncentracije in temperature in neodvisne od lastnosti delcev topljenca,
- aditivne lastnosti, kamor spada na primer masa, ki so vsote lastnosti vseh komponent, se pravi tudi od topljenca, in
- konstitucijske lastnosti, ki so odvisne tudi od molekularne zgradbe topljenca.